# Johannes Henricus van Maarseveen
Johannes Henricus van Maarseveen (Utrecht, 3 augustus 1894 – aldaar, 18 november 1951) was een Nederlands politicus. Van Maarseveen was tot 1945 lid van de Rooms Katholieke Staatspartij en daarna van de Katholieke Volkspartij (KVP).
Van Maarseveen studeerde in 1914 rechten aan de Rijksuniversiteit Utrecht en vestigde zich na zijn studie als advocaat in die stad. Tussen 1920 en 1937 werkte hij als advocaat en officier van justitie in Utrecht. In 1922 werd hij lid van de gemeenteraad van Utrecht en werd daar in 1935 wethouder. In 1937 werd hij lid van de Tweede Kamer na de benoeming van Carel Goseling tot minister van justitie in het Kabinet-Colijn IV, wat hij bleef tot 1947. In het kabinet-Beel I was hij minister van Justitie. Beel had hem gepolst voor de positie van minister-president, maar Van Maarseveen achtte zijn gezondheidstoestand niet goed genoeg. Het ministerschap van Justitie zei hij wel aan te kunnen.

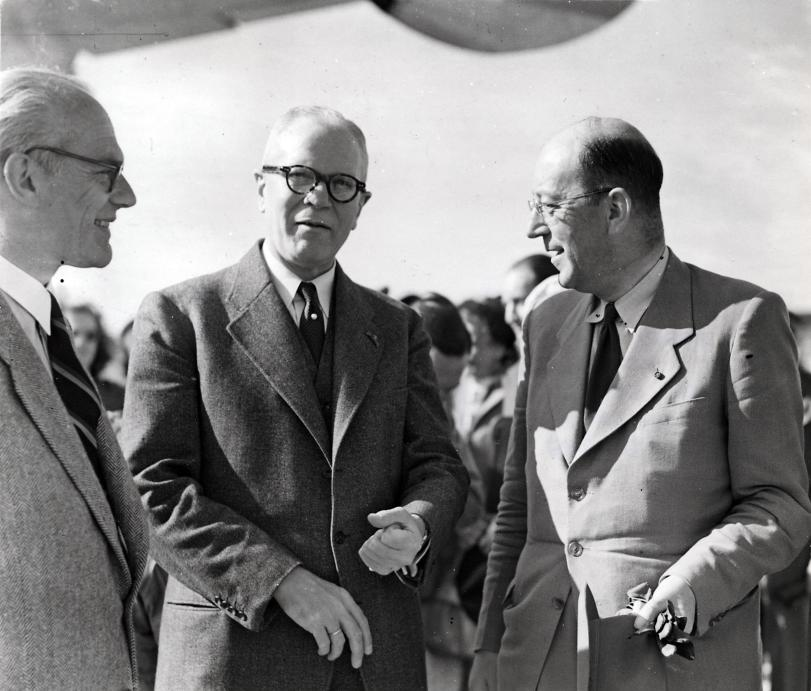
Minister J.H. van Maarseveen (KVP)(rechts) arriveert op Schiphol. Nederland, 1 juni 1949.

Na de Tweede Kamerverkiezingen van 1948 keerde hij terug als Kamerlid en na de kabinetsformatie werd hij in het kabinet-Drees-Van Schaik minister van Binnenlandse Zaken en later, na het aftreden van Maan Sassen op 14 februari 1949, minister van Overzeese Gebiedsdelen (Koloniale Zaken). In die hoedanigheid was hij betrokken bij de soevereiniteitsoverdracht van Indonesië. Het kabinet viel op 24 januari 1951. Vanaf maart 1951 was hij opnieuw minister van Binnenlandse Zaken. Hij overleed in die functie op 18 november 1951. Hij werd begraven op de Rooms-Katholieke Begraafplaats Sint Barbara aan de Prinsesselaan in Utrecht.

## Gratie
Wegens de troonsbestijging van koningin Juliana in 1948 werd de tot gevangenisstraf veroordeelde kampcommandant van het Kamp Westerbork Albert Konrad Gemmeker gratie verleend. Wegens goed gedrag en het vrijwillig werken in de Limburgse mijnen werd hij op 20 april 1951 vervroegd vrijgelaten. Als (KVP-)minister was Van Maarseveen politiek eerstverantwoordelijke voor zijn gratieverlening en vrijlating.

## Persoonlijk
Van Maarseveen was de vader van de jurist en kunstenaar Henc van Maarseveen. Hij werd op 15 maart 1951 koninklijk onderscheiden tot Commandeur in de Orde van Oranje-Nassau.